# Kiiking

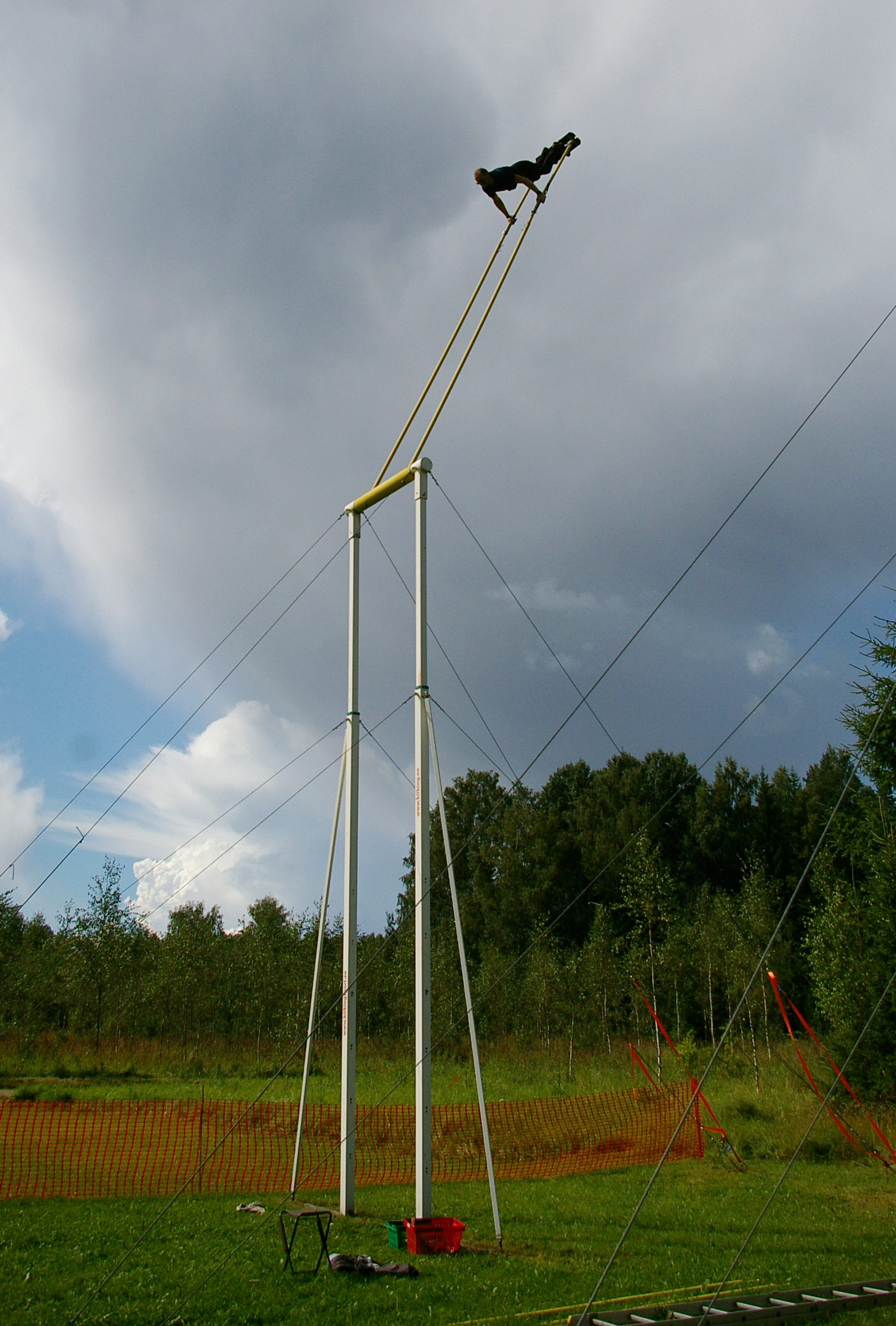
Kiiking

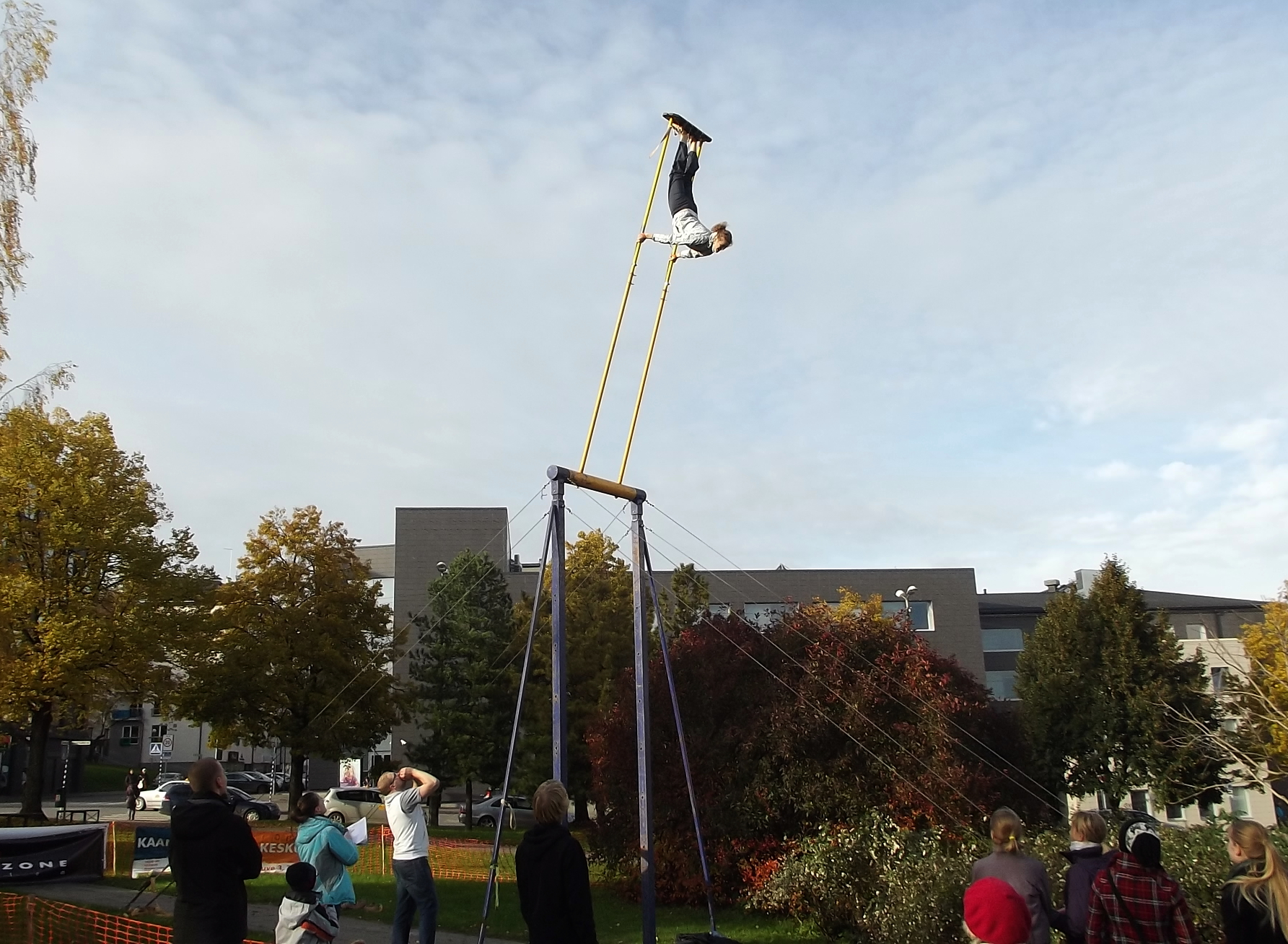
Kiiking

Kiiking (Sportschaukeln) ist eine relativ junge estnische Sportart. In der estnischen Sprache bedeutet kiiking schaukeln.

## Ursprung
Das Kiiking findet seinen Ursprung schon vor mehreren hundert Jahren, bei den landestypischen Schaukeln, die, anders als in anderen Ländern, immer von mehreren Menschen im Stehen benutzt werden. Diese Schaukeln sind ca. 2,5 Meter hoch und es schaukeln immer 4 bis 10 Menschen zusammen. Immer wieder versuchten die Menschen, mit diesen Schaukeln Überschläge zu machen, was aber ohne Sicherung sehr gefährlich war.

## Beschreibung
Im Jahre 1996 entwickelte man die erste Kiiking-Schaukel, mit der Überschläge gänzlich ohne Verletzungsrisiko möglich wurden. Ado Kosk patentierte 1997 den Telescopic Frame und die Telescopic-shafts.
Heute gibt es Kiiking in 3 bis 8 Meter Höhe, zumeist schaukelt eine einzige Person allein. Gesichert wird man durch das Festbinden der Arme und Beine. Das Prinzip ist einfach: Man steht auf der Schaukel, in der Mitte, wenn die Schaukel senkrecht steht, geht der Sportler in die Hocke, um Schwung zu holen. Sobald sich die Schaukel neigt, stellt sich der Sportler wieder auf. Ein Durchgang dauert selten länger als zwei Minuten.
Dieser Sport trainiert hauptsächlich die Beine, denn durch die Kreisbewegung, die durch die Überschläge zustande kommt, wird man in die Schaukel hineingedrückt. Als Leistungsmaßstab gilt die Höhe der Schaukel, mit der noch mindestens ein Überschlag geschafft wurde.

## Weltrekorde
- Damen: Kätlin Kink (Estland) – 5,94 m im Jahre 2006
- Herren: Kaspar Taimsoo (Estland) – 7,15 m im Jahre 2015[2]
- Herren: Sven Saarpere (Estland) - 7,43 m im Jahr 2022[3]